# الحقلين (السياني)

تعديل مصدري - تعديل

الحقلين هي إحدى قرى عزلة وادي سير بمديرية السياني التابعة لمحافظة إب، بلغ تعداد سكانها 938 نسمة حسب تعداد اليمن لعام 2004.